# فسفوسیدریت
فسفوسیدریت  (به انگلیسی: Phosphosiderite) با فرمول شیمیایی Fe 3+ [PO4].2H2O از مجموعه کانی هاست و دارای شکستگی ناصاف از نظر ترکیب شیمیائی به این نام خوانده می‌شود. Fe2O۳:۴۲٫۷۳٪  P2O۵:۳۷٫۹۹٪  U2O:۱۹٫۲۸٪  با Al,Mn برای اولین بار در آلمان غربی کشف شد و از نظر شکل بلور: ورقه‌ای - پهن و کوتاه - منشور کوتاه، رنگ: قرمز بنفش، شفافیت: شفاف - نیمه شفاف، جلا: شیشه ای، رخ: خوب - مطابق با سطح، سیستم تبلور: مونوکلینیک و در رده‌بندی فسفات است  و منشأ تشکیل آن ثانوی است.
همایند کانی‌شناسی (پارانژ) آن - فارماکوزیدریت- لیمونیت است
، از نظر ژیزمان بلور- اگرگات توپی تقریباْ کمیاب است و بیشتر در آلمان غربی، ایتالیا، فرانسه و آمریکا یافت می‌شود.

## منبع
- پردیس کشاورزی ایران